# Von Magnet
Von Magnet est un groupe musical et théâtral français, issu du courant artistique post-industriel, originaire de Londres, au Royaume-Uni. Formée en 1985, la troupe, autour de Flore Magnet (mise en scène, actions, chant) et de Phil Von  (composition, percussions de pieds, chant), initiatrice du genre « electro-flamenco », devient rapidement populaire dans l'underground grâce à une approche nouvelle de la musique électronique, en y intégrant tout d'abord les influences récurrentes du flamenco : rythmes, danses et mélodies puis des musiques moyen-orientales. Dans ce métissage électro-ethnique figurent également des ambiances sonores contemporaines et cinématographiques (références : Andreï Tarkovski, John Cassavetes, Carlos Saura, Amos Gitaï, etc). Leurs compositions sont atmosphériques, instrumentales ou bien chantées, murmurées, psalmodiées, sous forme de romances, mélopées, poésies dans diverses langues, anglais, espagnol, français, mais aussi parfois en arabe, allemand, turc ou russe.
Depuis 1985, avant même l’ère de la musique assistée par ordinateur ou techno, ils expérimentent dans la veine des pionniers du mouvement musical post-industriel (SPK, Greater Than One, Cabaret Voltaire, Coil…) avec l’utilisation précoce et maximaliste des techniques de collage sonore et d’échantillonnage. Ce travail récurrent donnera naissance à leur devise : « Sample us as we have already sampled you ».
Quoique fortement cristallisé autour de l’aspect musical, la particularité de Von Magnet est de tenter le lien permanent avec les actions théâtrales, la danse ainsi que les arts visuels, résultant dans la création de concerts « mis en scène » et « mis en espace ». Ces performances pluridisciplinaires réunissent ainsi musiciens, acteurs, danseurs, plasticiens ou vidéastes. Déstabilisant les codes et les conventions scéniques, les musiciens deviennent des personnages « actants » alors que les danseurs/acteurs sont appelés à participer à la création sonore en direct.

## Histoire

### Londres et electroflamenco (1985–1990)
Après une collaboration avec Robert Rental (The Normal) avec qui ils produisent une première maquette, Von Magnet écrit avec Hugh Griffiths aux studios Remaximum de Londres un premier EP nommé I. Le disque d'abord confidentiel sera vite distribué en Europe où il figurera aux premières places des charts des clubs indépendants, notamment en Hollande. Transfuges du théâtre (Flore Magnet, Samia Doukali), des arts visuels (Laurence Abraham, Erik Yaeger) ou de la musique (Stocha, Phil Von), les membres du groupe composent ensemble une forme de performance mêlant toutes ces disciplines.
Parallèlement, ils sont initiés aux rythmes flamenco (palmas, zapateados, palos) par la danseuse Nuria Garcia et le guitariste Mick Jingle (membres de la Peña Flamenca de Londres) qui participent tous deux aux premières tournées du groupe. Von Magnet rencontre le musicien Phil Erb (joueur de claviers du groupe Psychic TV) ainsi que le producteur Ken Thomas (Psychic TV, Test Dept, Sigur Rós, Dave Gahan, The Sugarcubes, Moby, Yann Tiersen, Current 93…), avec qui ils réaliseront l’album El Sexo Sur-Realista, leur premier manifeste Electroflamenco inspiré par Salvador Dalí, l'expressionnisme allemand, les artistes icônes du flamenco Camarón de la Isla, Lole y Manuel ou Enrique Morente et les pionniers de l'électronique tels que Suicide, Deutsch-Amerikanische Freundschaft, The Residents.
Le spectacle du même nom sera ébauché dans les clubs underground londoniens puis présenté dans les festivals de théâtre britanniques (Institute of Contemporary Art, National Review of Live Art, LIFT…) avant d’être tourné en Europe grâce à l’agence néerlandaise NL Centrum. La scénographie éclatée du spectacle s’articule autour d’une arène (en rapport avec la tauromachie) cernée d’écrans vidéo et de deux scènes opposées. Objets et vêtements métalliques suspendus (créations du sculpteur andalou Manuel Olarte), actions physiques, projections, danse et guitare flamenco, saxophone (Stocha), chant et séquences électroniques s’enchevêtrent.

### Computador(1990–1994)
Von Magnet quitte Londres pour mener une vie itinérante. Au fil des résidences et des tournées, ils s’installent à Barcelone, puis Rennes, Paris, Amsterdam, et Lille. Le festival des Rencontres Trans Musicales les commissionne pour la création d’un spectacle pluridisciplinaire de très grande envergure. Computador est né. Inventé partiellement dans d’anciens abattoirs de Badalone (Catalogne) puis créé dans une église de Rennes, le spectacle sera plus tard transformé et réadapté dans diverses usines désaffectées ou autres lieux alternatifs. Avec cette production, le groupe devient une compagnie ou un collectif proche du cirque ou du théâtre de rue, parfois comparée à La Fura dels Baus… Scènes mobiles, objets et sculptures géantes (Manuel Olarte) en mouvement, projections Pani (Thierry Noyer), déclencheurs et systèmes MIDI, personnages futuristes suspendus dans les airs, danse contemporaine ou flamenco, acrobaties, eau, feu et soudure en direct, Computador parle de mutations à la fois humaines (physiques ou psychologiques) et matérielles (scénographiques), repoussant les limites du spectacle, questionnant la place et le confort du public, la métamorphose continuelle de l'espace donné et d'une situation préétablie.

« En 1991, j’ai 23 ans, et je rencontre dans une usine désaffectée, où je répétais, les Von Magnet, un groupe français de musique post-industrielle. Ils me proposent de danser dans leurs performances qui mêlent musique électronique, danse, théâtre, images. Ils m’offrent la possibilité de répéter dans les usines où ils vivent et travaillent, s’ensuivent les tournées en camion, hébergement dans des squats, performances en France et en Europe. Nous avons très peu de moyens, et quand nous ne sommes pas sur les routes, nous répétons. Nous travaillons comme des fous. »

— Myriam Gourfink
La troupe s’agrandit avec la rencontre en Espagne de l’actrice Rosa Sanchez (Konic Theatre) puis la venue du performeur autrichien Franz F. Feigl et du musicien TNO. Plusieurs artistes sont mis à contribution afin de participer à ce grand projet (Mariana Bouhsira, Grégory Ryan, William Petit, Rob Verdegaal, Patricia Ruyters, John Wagland, Kate Tierney, Ken Thomas, Mick Jingle…). L’album Computador, bande son d’un « drame musical » (radicalement à l'opposé de ce qui pourrait être nommé une « comédie musicale »), sera enregistré dans les studios de JLM (alias Norscq, musicien et compositeur du groupe The Grief) et produit à Londres par Ken Thomas pour le label Danceteria.

### Berlin et monde du ballet (1995–1997)
Afin de pouvoir intervenir dans des lieux de spectacle plus intimistes, Flore Magnet, Laurence Abraham, Rosa Sanchez, Stocha, Phil Von et Erik Yaeger reviennent à une forme de concert-performance plus réduite et plus accessible. C’est la tournée Flamenco mutants. Le guitariste multi-instrumentiste Sigmoon, alias Pierre Vildard se joint au projet. L’album El Grito, dernier volet de la trilogie électroflamenco, produit par Norscq pour le label Danceteria, propose une œuvre empreinte de maturité. Après les références à Salvador Dalí (El Sexo Sur-Realista), puis Andreï Tarkovski (Computador), c’est Luis Buñuel et Jean Cocteau qui sont cette fois à l’honneur dans cet album. De nouveaux musiciens interviennent sur ce disque dont Richard Cuvillier, trompettiste, compositeur et ingénieur du son que l'on retrouvera sur Mezclador et en live sur De l'aimant.
Conviés par le chorégraphe Jan Linkens  à Berlin afin de créer le ballet Nuevas cruzes pour le Komische Oper, Von Magnet change de forme et propose une approche musicale plus acoustique ou même parfois électro-rock, interprétant des pièces de leur répertoire sur la scène de l’opéra au milieu des danseurs classiques. Le percussionniste Jérome Soudan alias Mimetic (Tétines Noires, Art Zoyd) devient le premier batteur de l’histoire du groupe. Le chanteur contreténor François Testory (de la compagnie Lindsay Kemp), rencontré à Londres, est réinvité pour l’occasion. "Nuevas Cruzes" sera présenté à Berlin durant trois années puis tourné en Europe. C’est cette rencontre avec le monde institutionnel de la danse allemande qui emmènera Von Magnet à travailler plus tard pour le chorégraphe Mario Schröder et le ballet Kiel (Guten Morgen Du Schöne, Fight Club) ou l’Anhaltisches Theater de Dessau.

### Mezclador(1997–2002)
Stocha (aka Alain Baumann), co-compositeur des disques précédents et arrangeur de l’album Mezclador (produit par Norscq) quitte Von Magnet pour se consacrer à son travail de création avec Rosa Sanchez et la compagnie Konic Theatre. Avec Mezclador, Phil Von inspiré par la démarche du réalisateur gitan Tony Gatlif (à l’instar de son film Latcho Drom) émancipe Von Magnet des formes stylistiques du flamenco afin de s’aventurer vers des climats sonores plus nomades, proches de l’orient, du pourtour Méditerranéen ou de l’Europe de l’Est.
Le spectacle du même nom renoue avec le rapport à la sensualité des corps, l'ambigüité des personnages, réintroduit la notion de déstabilisation scénographique avec trois espaces scéniques, des objets/sculptures lumineux (créations du plasticien Angelino), des écrans de téléviseurs, le « vinyl scratching » (ON OFF alias Christophe Coutant), le violon (Laurence Abraham) et les actions performatives au sein du public. Stalker Project spectacle écrit pour trois usines désaffectées en France, en Allemagne et en Hollande, collaboration avec la danseuse Myriam Gourfink, propose quatre scènes cardinales encerclant le public dans l’espace.
El Planeta réunit Mimetic, Sigmoon, Flore Magnet et Phil Von. Un quatuor pour une forme de concert frontal très direct accompagné par l’univers visuel des projections vidéo-graphiques cybernétiques de l’artiste Servovalve.
Après le travail solo de Phil Von au Maroc avec les musiciens Gnaouas de Fès (spectacle et album L'Autre nuit), les thématiques du rituel et de la transe animent désormais plus implicitement l'expérience scénique du groupe.
Pour la réalisation du disque du même nom, la collaboration d’écriture entre Mimetic  et Phil Von se traduit par des compositions résolument électroniques. L’inspiration reste proche de celle du disque précédent, cette fois avec une tonalité soufie illustrée par les interventions acoustiques de Sigmoon (bouzouki, sitar, israj, santour) et le lyrisme du violon de Frank Dematteïs.

### De l'Aimant(2003–2007)
Deux expériences dirigées et « écrites sur mesure », la pièce 1+1+1+ = 1 pour une dizaine d’artistes (danseurs, musiciens, plasticiens) turcs au festival de Théâtre d’Izmit, et Deadline Now produit pour la compagnie Persona et le festival Imaginarius à Santa Maria Da Feira au Portugal, conduisent Von Magnet à travailler dans le contexte de l'espace public du théâtre de rue.
En 2005, Von Magnet décide de renouer avec ses visions et ses interprétations personnelles d'un flamenco moderniste. De l’aimant (la traduction de Von Magnet en français) redécouvre et retranscrit à sa manière les thèmes (bulería, soleares, seguiriya, fandango, alegrias…) chers au groupe. La guitare flamenco de Sabine Van Den Oever est présente sur la plupart des compositions. Dans cet album concept, la théâtralité musicale, les textes poétiques, les ambiances cabaret et les références au cinéma (John Cassavetes, Andreï Tarkovski, David Lynch…) persistent. Bien que flamencoïsante, la performance se veut atypique : une scène en forme de croix est placée au centre de la salle de spectacle. Sur chacune des branches de cette croix, l’un ou l'une des performeur / chanteuse / danseuse / guitariste est en prise directe avec le public qui est invité à se déplacer autour de la structure à 360°. Yana Maizel, danseuse de flamenco, actrice et joueuse de cajón complète le line-up du groupe. Les images vidéos projetées en direct sur des écrans circulaires sont réalisées par le cinéaste Xavier Ameller. La dernière performance fût présentée pour le Musée des Beaux Arts de Lille à l'occasion d'une exposition Francisco de Goya.
La même année, Holeg Spies, musicien électronique et compositeur, réalise un album de recréations/remixes du groupe, intitulé Spies under Von Magnet Influence.

### Dernières activités (depuis 2008)
C’est le conflit israélo-palestinien et les tensions au Moyen-Orient qui posent les jalons du sujet abordé par Ni prédateur, ni proie, un album plus instrumental, « tribal » (comparé à Muslimgauze) et résolument électronique, toujours produit par le complice de la première heure Norscq. Def, après avoir œuvré pendant des années derrière les tables de mixage (également ingénieur du son pour Diamanda Galás et Balkan Beat Box, etc) du groupe, devient co-compositeur du projet et rejoint Flore Magnet et Phil Von sur scène. Le spectacle du même nom coproduit avec Le T.O.T.E.M Materia Prima Art Factory à Nancy et Emmetrop à Bourges scinde l’espace scénique radicalement en deux, coupant le public en deux groupes. C’est une métaphore du mur qui sépare deux êtres et deux mondes adjacents. Un système de vidéo surveillance filme simultanément les deux personnages isolés, reliant les deux univers par une intrusion collatérale.
Avec la pièce Polarized, Von Magnet revient aux scènes de théâtre et approfondit ses thématiques ; la confrontation entre des pôles et sensibilités opposées, la perte de soi, la peur de l'étranger ou la convoitise de territoires. Pour Polarized, Von Magnet invente les « Cajacuerdas », des boîtes de percussions de pieds équipées de cordes de basse. De nouveaux membres : Tit’o (guitare) membre également des groupes Picore, Uzul Prod. et Oddateee, Hugues Villette (batterie) et Séverine Krouch (son) du duo électronica 2kilos &More, Lisa May (danse) de la compagnie Troubleyn Jan Fabre complètent la distribution de ce concert/performance créé au Théâtre de Vanves et au Fil de Saint-Étienne. En 2013, l'album Archipielagos donne à Von Magnet l'occasion de présenter la synthèse de son univers mais aussi de revisiter certains thèmes de son passé.

## Phil Von
Parallèlement à son travail avec Von Magnet, Phil Von est compositeur et performeur pour la danse et le théâtre de rue. Après la collaboration avec Norscq sur Atlas Project, il compose la pièce Compass pour Art Zoyd et l'Ensemble des Musiques Nouvelles de J.Paul Dessy, il collabore avec Mimetic sur Groundspace pour le GRM et le festival Radio France. Il est compositeur et musicien/danseur dans les compagnies DO Theatre (Anatomy of Fantasy), Materia Prima (Body Without Wings, Insomnia, Eternal, Batailles, Choir), Entre Terre et Ciel (Neige de Feu, Physalis, Alma, Envol), Underclouds (Funambus, Petites Histoires Sans Gravité, VerSant) et U-Structure Nouvelle (Strip-Tease Forain, Melankholia). Après avoir composé les pièces (Banzaï 2.0, Corsonor, Not a Love Story) de la compagnie de danse-théâtre butoh Reunited Now-Here à Paris pour la chorégraphe Sakurako (2014/2017), il co-dirigent ensemble désormais la nouvelle compagnie Okarukas à Vilnius pour laquelle il a composé les créations (Dolls, Voyager, Here-After, Spells, Now-Here, Birds). En 2018 il crée la musique de la pièce de théâtre Medea, written in Rage à Londres pour le charismatique et légendaire chanteur acteur François Testory (Lindsay Kemp, DV8 Physical theatre, Gecko...) qui sera tournée en Grande Bretagne.
Sous son nom il a réalisé quatre albums : L'Autre nuit en collaboration avec les musiciens Gnawas de Fès sur le label Prikosnovénie en 2001, Deadline Now, musique de la pièce homonyme écrite pour la compagnie portugaise Persona sur le label Thisco, en 2015 le plus intimiste et atmosphérique Blind Ballet sur le label Ant-Zen. En Janvier 2019, il réalise le double album Made Underclouds qui rassemble les meilleures pièces écrites pour la compagnie du même nom sur un double CD produit par le label lituanien Zona et toujours avec Ant-Zen. En 2016, il collabore en duo avec Somekilos (de 2kilos &More) afin de créer le projet électro-tribal META MEAT, album réalisé sur les labels Ant-Zen et Audiotrauma. En 2019, Phil Von crée en Lituanie son premier solo de performance danse-musique Human, Lost and Found présenté au MO Museum (en) de Vilnius, à Post Gallery Kaunas et à Menu Spaustuvè Vilnius. En concert il collabore avec le pianiste classique Rokas Zubovas, ils revisitent ensemble des pièces du grand compositeur lituanien Mikalojus Konstantinas Čiurlionis. Leur album Eiti Ramyben est sorti en vinyle en 2021 sur le label Zona Music. En 2022, Phil Von publie un album solo intitulé Von Magnet, édité par le label français Unknown Pleasures Records.

## Performances
- El Sexo Sur Realista. I (1987)
- El Sexo Sur Realista. II (1989)
- Computador (1991)
- Flamenco mutants (1993)
- El Grito (1994)
- Nuevas cruzes (1995)
- Mezclador (1998)
- Stalker Project (2000)
- El Planeta (2001)
- 1+1+1+1 = 1 (2002)
- De l'aimant (2005)
- Deadline Now - avec la compagnie Persona (2006)
- Ni prédateur, ni proie (2008)
- Polarized (2010)
- Archipielagos (2013)

## Discographie

### Albums studio et live
- 1986 : I (Sculptured Sounds (G.B), 12"single. Collector)
- 1987 : El Sexo Sur Realista (In9 (F), CD, 33 t.) - premier album
- 1988 : Alma La (Danceteria (F), 12"single.)
- 1989 : GTO meets Von Magnet (Danceteria (F), 12" single. remixes du groupe Greater than One)
- 1990 : El Sexo Sur Realista live (Staalplaat (NL), K7. Collector)
- 1991 : Computador (Danceteria (F), CD, 33 t.) - deuxième album
- 1992 : Flamenco mutants (Danceteria (F), 6 tracks CD, K7 et 33 t.)
- 1993 : La Centrale magnétique (Act (F), CD enregistré en concert)
- 1994 : El Grito (Act (F), CD) - troisième album
- 1995 : Cosmogonia (Hypnobeat (D) / Tangram (F), CD album de remixes)
- 1996 : Nuevas cruzes (Sculptured Sounds / Opcion Sonica (Mex), CD compilation)
- 1997 : Mezclador (Sculptured Sounds, CD, distribution numérique)	- quatrième album
- 2000 : El Planeta (XIII Bis records (F) / KK Records (B), CD, distribution numérique) - cinquième album
- 2001 : El Sexo Sur Realista (Prikosnovénie (F), CD réédition album 1987, distribution numérique)
- 2005 : De l'aimant (Von Magnet Records, CD, distribution numérique) - sixième album
- 2006 : El Grito (Von Magnet Records, CD réédition album 1994, distribution numérique)
- 2009 : Ni Prédateur, Ni Proie (Ant-Zen (D), Jarring Effects (F), CD, distribution numérique) - septième album
- 2012 : Archipielagos (Ant-Zen (D), Von Magnet Records, CD, distribution numérique) - huitième album

### DVD
- 2014 : Performances 1985/2013, (Von Magnet records / La Chaudière Production)  (double DVD[35], digipack : archives vidéos des anciens spectacles / bonus audio et remixes)

### Phil Von – albums solo
- 2001 : L'Autre Nuit (Prikosnovénie) avec the Gnawa Musicians of Fès
- 2006 : Deadline Now (Thisco)
- 2015: Blind Ballet (Ant Zen, Von Magnet Records)
- 2019: Made Underclouds (Ant-Zen, Zona Records)
- 2022: Von Magnet (Unknown Pleasure Records)